# بوب جاكسون (لاعب كرة قدم)
بوب جاكسون (بالإنجليزية: Bob Jackson)‏ هو مدرب كرة قدم ولاعب كرة قدم بريطاني، ولد في القرن 20.